# Sant Martí de Río Corb
Sant Martí de Río Corb o San Martín de Río Corb (Sant Martí de Riucorb, en catalán y oficialmente) es un municipio español situado en la parte centro-oeste de la comarca del Urgel, en la provincia de Lérida.

## Historia
El municipio se constituyó en 1972 al fusionarse los de San Martín de Maldá (también llamado Sant Martí de Maldá) y Rocafort de Vallbona, con sus agregados de El Vilet y Llorens de Rocafort.
La población formó parte de la baronía de Anglesola y después de la de Bellpuig, que pertenecía a los duques de Sessa y Baona. Hay vestigios de la Edad Media en la necrópolis de Fogonussa en la actualidad semidestruida.

## Geografía humana

### Demografía
Cuenta con una población de 673 habitantes (INE 2024).
| Gráfica de evolución demográfica de Sant Martí de Riucorb entre 1981 y 2021 |
| |
| Población de derecho según los censos de población del INE Población de hecho según los censos de población del INEEn este censo se denominaba Sant Martí de Río Corb: 1981 Entre el censo de 1981 y el anterior, aparece este municipio porque se fusionan los municipios 25188 (Rocafort de Vallbona) y 25198 (Sant Martí de Maldá) |

## Entidades de población
- San Martín de Maldá.
- Rocafort de Vallbona.
- El Vilet.
- Llorens de Rocafort.

## Economía
Su economía se basa sobre todo en la agricultura con el cultivo de cereales, viña y olivos. Hay también una pequeña industria del papel y de construcción.

## Política
Los resultados en Sant Martí de Riucorb de las elecciones municipales son:
| Elecciones Municipales - Sant Martí de Riucorb (2011) |       |          |            |
| Partido político                                      | Votos | %Válidos | Concejales |
| Partido Popular (PP)                                  | 201   | 42,95%   | 4          |
| Convergència y Unió (CiU)                             | 119   | 25,43%   | 2          |
| Esquerra Republicana de Catalunya (ERC-AM)            | 90    | 19,23%   | 1          |

| Elecciones Municipales - Sant Martí de Riucorb (2015) |       |          |            |
| Partido político                                      | Votos | %Válidos | Concejales |
| Convergencia i Unió (CiU)                             | 253   | 52,49%   | 4          |
| ISMR-AM (ISMR-AM)                                     | 198   | 41,08%   | 3          |
| PxC (PxC)                                             | 13    | 2,7%     | 0          |

## Lugares de interés
- Iglesia parroquial de San Martín de Maldá. Su construcción se realizó del 1602 al 1668, sobre una anterior documentada del 1313. La puerta de entrada de estilo barroco salomónico es del escultor Pau Viala ( 1694).El campanario data de 1774 del arquitecto Josep Prat.
- Ermita de San Roque de San Martín de Maldá. Siglo XVIII.
- Castillo de San Martín de Maldá. Año 1212.
- Iglesia de Santa María de Vilet. Siglo XIII.
- Iglesia de Rocafort de Vallbona. Neoclásica del fin del siglo XVIII.
- Castillo de Rocafort de Vallbona. Siglo XIII.
- Iglesia de Llorenç de Rocafort. Siglo XVII.
- Museo de herramientas del campo y de la construcción Josep Farreras Orrit.